# 6108 Ґлебов
6108 Ґлебов (6108 Glebov) — астероїд головного поясу, відкритий 18 серпня 1971 року.
Тіссеранів параметр щодо Юпітера — 3,642.